# الحركة البهاكتية

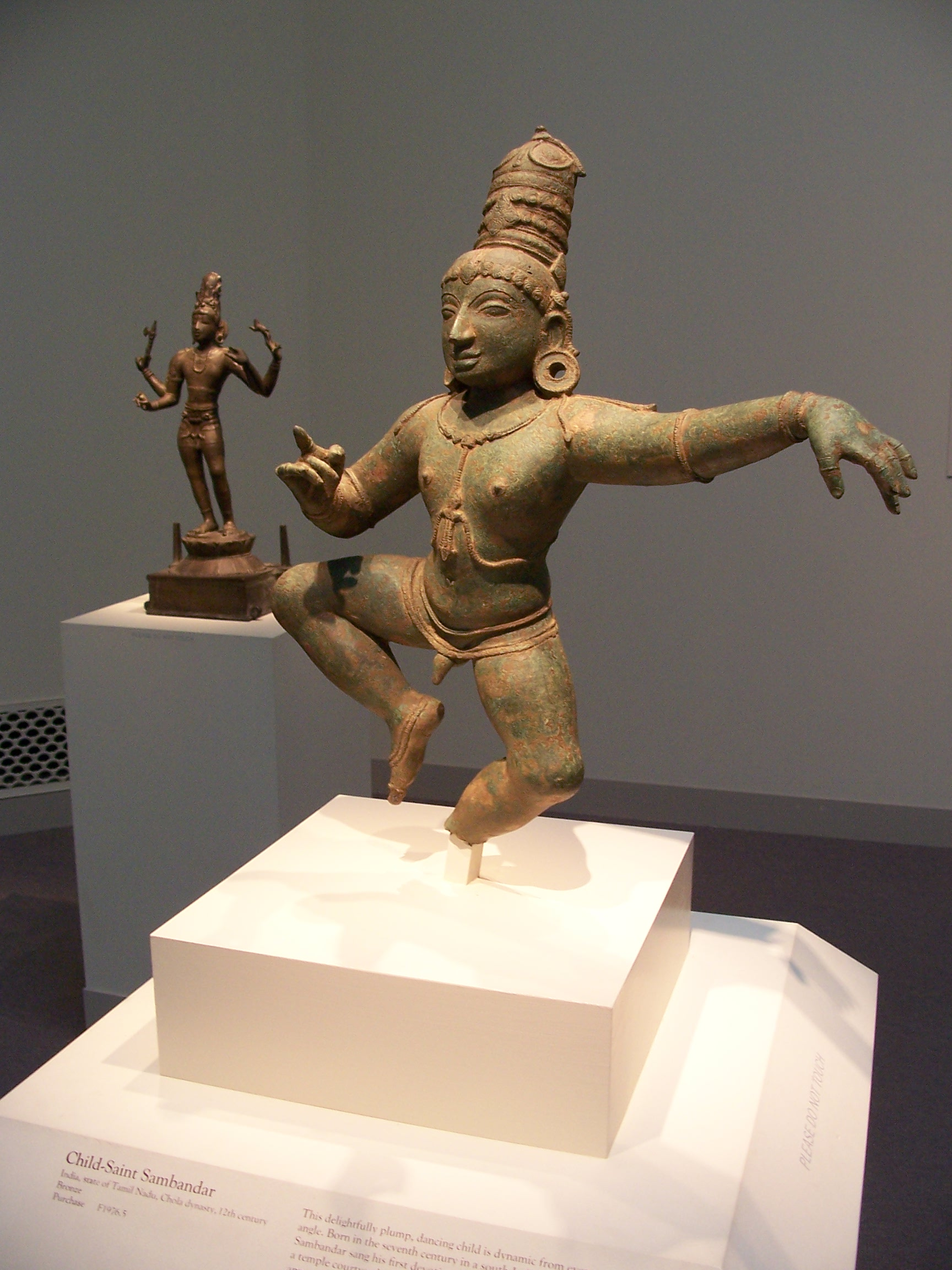
القديس الطفل سامباندار من سلالو كولا الحاكمة في ولاية تملنادة. من معرض فرير للفنون في واشنطن العاصمة، وهو أحد أبرز القديسين الناياناريين الست وثلاثين في حركة البكتي الشيفية.

يقصد بالحَرَكَةِ البَكْتِيَّةِ (بالهندستانية: بھکتی تحریک) التوجّه التعبّدي التوحيدي الذي ظهر في هندوسيّة القروسطية وقد أحدثت فيما بعد ثورة في السيخية. نشأت الحركة البكتية عند شعوب التاميل في القرن الثامن الميلادي (حاليًّا هي ولاية تملنادة وكيرلة) وانتشرت شمالًا. اجتاحت الحركة شرق وشمال الهند وبلغت أوجها بين القرنين الخامس عشر والسابع عشر..
تطوّرت الحركة البكتية إقليميًّا حول آلهة مختلفين مثلًا عند الفايشنافية (فيشنو) والشيفية (شيفا) والشاكتيزم (آلهة الشاكتي) والسمارية. 
أُلهم قيام الحركة عددٌ من القديسين الشعراء الذين ناصروا نطاق واسع من المواقف الفلسفية التي جابت بين التوحيد الازدواجي في مدرسة دفايتا إلى الأحادية المطلقة عند أدفايتا.
اعتبرت الحركة تقليديًّا كإصلاح اجتماعي مؤثر بالهندوسية، وقدّمت بديلًا للروحانية يركّز على الفرد بغض النظر عن مذهب المولود أو جنسه. شكّك علماء ما بعد الحداثة بهذا الرأي التقليدي وما إذا كانت حركة البكتي إصلاحية أم تمرّدية بأي ضرب. فاقترحوا أن حركة البكتي هي إحياء وإعادة صياغة وتنسيق للتقاليد الفيدية القديمة. 
تضمّنت كتب حركة البكتي المقدّسة البهاغافاد غيتا، وبورانا البادما. 

## المصطلح
تعود الكلمة السنسكريتية بهاكتا إلى الجذر "bhaj" والذي يعني قسّم أو شارك أو ساهم أو انتمى.  كما تعني هذه الكلمة أيضًا التعلّق والإخلاص إلى، أو الولع بـ، أو الإجلال، أو الإيمان أو الحب أو العبادة أو التقوى إلى شيء من مبدأ روحاني أو ديني، أو وسيلة خلاص.
إنّ مصطلح البكتي موازٍ لمصطلح كاما (الشهوة) (Kama). تتضمّن الكاما الصلة العاطفية، وتترافق أحيانًا مع الإخلاص الحسّي والحب الشهواني. لكن على النقيض، فكلمة البكتي روحانية، وهي الحب أو الإخلاص لمفهوم أو مبدأ ديني متضمّنةً العاطفة والتعقّل.
أفادت كارين بيشيليس (Karen Pechelis) أنه يجب عدم أخد كلمة البكتي على أنها عاطفة ضعيفة التمييز، وإنما هي ارتباط ملزم.
تشير حركة البكتي في الهندوسية إلى الأفكار ورابط الحب والتفاني الذي ظهر في العصور الوسطى تجاه المفاهيم الدينية التي بنيت حول إله أو آلهة أو أكثر. يطلق على ممارس البكتي بالبهاكتا. 

## التاريخ
نشأت حركة البكتي جنوب الهند خلال القرن السابع وانتشرت شمالًا بدءًا من ولاية تملنادة عبر كرناتك ومهاراشترة، كاسبةً قبولًا شاسعًا في البنغال وجنوب الهند في القرن الخامس عشر. 
بدأت الحركة عند قديسي الشيفا (النايماريين) وقديسي الفايشنافا (الألفاريون) الذين عاشوا بين القرنين الخامس والتاسع الميلادي. ساعدت جهودهم في انتشار شعر وأفكار البكتي في جميع أنحاء الهند ما بين القرن الثاني عشر والثامن عشر. 
كان الألفاريون والتي تعني حرفيًّا «المغمورين بالإله» قديسين شعراء للفايشنافا، أنشدوا أناشيد تمجيد للفيشنو بينما كانوا يتنقّلون من مكان إلى آخر. كما قاموا بتأسيس مواقع للمعابد مثل السريرانغام، ونشروا أفكار حول الفايشنافية. جمعت قصائدهم بما يدعى الوار أروليكيالغال  أو الديفيا براباندام، وتطوّرت إلى كتاب مقدّس ذو تأثير على الفايشنافيين. دفعت بورانا الباغافاتا وصلتها بقديسي الألفار في جنوب الهند مع تأكيدها على البكتي، العديد من العلماء لنسبها إلى جنوب الهند، بالرغم من تشكيك بعض العلماء فيما إذا كان هذا الدليل يستثني إمكانية أن يكون لحركة البكتي تطوّر موازي في الأجزاء الأخرى من الهند. 
كان قديسو شيفا الشعراء مؤثرين بشكل مماثل للألفاريين. تطوّرت التيروموراي وهي مجموعة من الترنيمات للإله شيفا كتبت من قبل 63 قديس شاعر، إلى نصوص مقدّسة بالشافية. ساعد أسلوب حياة الشعراء المتجولين في إنشاء دور عبادة وحج ونشر الأفكار الروحانية المبنية على الشيفية. أثّر شعراء تاميل البكتي الشيفية المبكرين بالنصوص الهندوسية ما جعلها موقّرة في جميع أنحاء الهند. 
أعلن بعض العلماء أن الانتشار السريع لحركة البكتي في الهند في الألفية الثانية، كانت جزءًا من رد الفعل تجاه وصول الإسلام  والحكم الإسلامي اللاحق للهند والصراع الهندوسي الإسلامي. اختُلف على هذا الرأي بين بعض العلماء  عندما أعلن ريخا باندي أن إنشاد ترانيم البكتي باللغة المحلية كان تقليدًا في جنوب الهند قبل ولادة محمد.  ربّما ساهم التأثير النفسي للغزو الإسلامي بشكل بدئي بالنمط الاجتماعي للبكتي من قبل الهندوس. 
فيما أعلن علماء آخرون أن الغزو الإسلامي للمعابد الهندوسية البكتية في جنوب الهند ومصادرة/ وصهر آلات السكان المحلين الموسيقية كالصنج كان مسؤولًا بشكل جزئي عن انتقال التراث الغنائي البكتي أو زواله في القرن الثامن عشر. 
ربّما تأثّرت طبيعة حركة البكتي حسب قول ويندي دونيغر بممارسات «الخضوع لله» اليومية عند الإسلام حال وصوله إلى الهند.  وبالمقابل أثّرت الصوفية بالممارسات التعبّدية في الإسلام بدءًا من القرن الخامس عشر،  ومعها الديانات الهندية الأخرى كالسيخية والمسيحية، والجاينية.

## الفلسفة: نيرغونا وسوغانا براهمان
تصوّرت حركة البكتي الهندوسية طبيعة الإله (براهمان) بطريقتين هما نيرغونا وساغونا. عبّر مفهوم نيرغونا براهمان عن الواقع المطلق عديم الهيئة أو السمات أو النوع. فيما تمّ تصوّر وتطوير مفهوم سوغانا براهمان على نقيض سابقه بهيئة وسمات ونوع. توازى الاثنان في تقاليد الوجود القديمة المنبوذة والتوحيدية الصحيحة على التوالي، قد تُعزى إلى حوار أرجونا وكريشنا في البهاغافاد غيتا. 
إنّهما نفس البرهمان، لكن ينظر إليه من منظورين، أحدهما يركّز على المعرفة، والثاني يركّز على الحب متّحدين بهيئة كريشنا في نصوص الغيتا.
كان لشعر نيرغونا بكتي جذورًا بالمعرفة أو فيما كان لشعر الساغونا جذورًا في الحب والعبادة أو المؤكّد في بكتي هو الحب والإخلاص المتبادل، حيث يحبّ الوليّ إلهه والإله يحبّ وليّه أو راعيه. 
أفادت جينين فولر أن مفهومي النيرغونا والساغونا براهمان في أصول فلسفة حركة حركة البكتي، خضعا لتطوّر أعمق بأفكار مدرسة فيدانتا الهندوسية، بشكل خاص أفكار أدي شانكارا من مدرسة أدفيتا فيدانتا الفلسفية، وأفكار رامانوجا من مدرسة فيشيشتادفيتا فيدانتا، بالإضافة إلى أفكار مادافاشاريا من مدرسة دفايتا فيدانتا.
كانت كل من سانديليا بكتي سوترا ونارادا بكتي سوترا رسالتي القرن الثاني عشر المؤثرتين فالأولى صدى لنيرغونا والثانية تميل نحو ساغونا بكتي.
فيما كانت مفاهيم حركة البكتي النيرغونا والسوغانا براهمان محيّرةً بالنسبة للعلماء، وبشكل خاص عرف النيرغوني لأنها تقدّم –كما أفاد ديفيد لورينزن (David Lorenzen) – التفاني في القلب تجاه إله بدون سمات أو حتى هويّة معرّفة.
وأضاف: «ومع ذلك، في ظل جبال أدب النيرغوني البكتي، كان البكتي لنيرغونا برهمان جزءًا من واقع التقاليد الهندوسية إلى جانب البكتي لساغونا برهمان.» كان هذان المفهومان الطريقة لتخيّل الإله خلال حركة البكتي.